# Liste de prix juridiques français
Voici une liste des concours et récompenses juridiques français, classés par nature et ancienneté.

## Concours juridiques
| Prix                                                                              | Organisateurs | Domaine                         | Objet | Candidats éligibles                                                            | Récompenses                                                                                | Lauréats | Création |
| --------------------------------------------------------------------------------- | --- | ------------------------------- | --- | ------------------------------------------------------------------------------ | ------------------------------------------------------------------------------------------ | --- | -------- |
| Trophée du Meilleur Jeune Fiscaliste                                              | Université d'Aix-Marseille et EY société d'avocats Avec les Éditions Francis Lefebvre | Droit fiscal                    | Questionnaire écrit Exposé oral                                                                          | Personnes de moins de 28 ans et inscrites ou titulaires d'un Master 1 au moins | Récompense variable Participation au concours Young Tax Professional of the Year           | Omar El Arjoun (2011) Viviane Boissard (2012) Mathieu Ferré (2013) Guillaume Rault (2014) Juliette Legrand (2015) Alix Bréchet (2016) Anne-Claire Revirard (2017) Baptiste Courtois (2018) Brice Bleton (2019)Anthony ROUSTAN (2021) Théo Savonet (2022) Valentin Lesouef (2023) Baptiste BLANCHON (2024) | 1995     |
| Prix Maurice Cozian Prix du meilleur jeune fiscaliste (jusqu'en 2011)             | 11 universités préparant au DJCE Avec la Cour administrative d'appel de Paris, l'administration fiscale (DVNI et DGE), l’Institut des Avocats Conseils Fiscaux et les éditions LexisNexis                                       | Droit fiscal                    | Épreuve en droit fiscal                                                                                  | Meilleurs étudiants en droit fiscal des 11 centres DJCE                        | 3 000 euros Stage au Conseil d'État ou à la DVNI ou la DGE                                 | Yan Flauder (DJCE Montpellier) (2011) Erika Martin (DJCE Nancy) (2012) Lukasz Swiatkowski (DJCE Strasbourg) (2013) Clément Petit (DJCE Bordeaux) (2014) Germain Raillat (DJCE Bordeaux) (2015) Yohan Desmazières (DJCE Montpellier) (2016) Raphaëlle Buisson (DJCE Bordeaux) (2017) Pauline Alvarez (DJCE Paris) (2018) Jérémy Martins (DJCE Nancy) (2019) Camille Hatty (DJCE Bordeaux) (2020) Axel BOBE - 1er, Chrystal DECAUDIN - 2ème, Tristan LORAIN - 3ème (2021) Alison SERRIERE - 1er, Léa MARQUILLY - 2ème, Eléa ROCHETTE - 3ème (2022) Axel NOBLE - 1er, John COUPPE - 2ème, Saida EL KOULA - 3ème (2023) | 1997     |
| Prix Serge Lazareff Concours International d'Arbitrage francophone de Montpellier | Centre de Droit de la Consommation et du Marché Avec les universités de Montpellier et de Versailles, le Centre de médiation et d'arbitrage, la CCI de Montpellier, le Conseil national des barreaux et les éditions LexisNexis | Droit des affaires Arbitrage    | Procédure arbitrale fictive par équipes                                                                  | Étudiants de moins de 35 ans et titulaires d'un Master 1 au moins              | Récompense variable                                                                        | Lauréats multiples | 1999     |
| Défi Paris-Saclay / White & Case Challenge Paris-Sud / Fidal (jusqu'en 2019)      | Université Paris-Saclay Avec le cabinet White & Case (cabinet Fidal jusqu'en 2019) | Droit des affaires Droit fiscal | Résolution de cas pratiques par équipes                                                                  | Étudiants en Master 2 et Élèves-avocats                                        | Récompense variable                                                                        | Marie Lascombes, Ophélie Pregnon et Loic Toilier (DJCE Nancy) (2012) Manon Chabbert, Stéphanie Gelin, Sibylle Sentenac-Bossière (Master 214 Paris Dauphine) (2013) Gonzague d’Aubigny, Agathe Coq-Etchegaray et Henri Stiegler (DJCE Paris) (2014) Anne Herzog, Benjamin Huas et Yoni Lasry (Master JAFB Paris-Sud) (2015) Jean-Philippe Coiffard, Philippe Ludwig et Thomas Sharps (DJCE Paris) (2016) Paul Reffay, Nicolas Servos et Dorian Ziad (DJCE Lyon) (2017) Emma Bernard, Marion Blum et Alexandre Le Nepveu (DJCE Lyon) (2018) Jérémy Martins, Paul Nanty et Harsanth Shagar Sundara (DJCE Nancy) (2019) Calvine Madode, Estelle Maire et Louis Rivierre (DJCE Nancy) (2020)Morgane Koenig, Julien Molina et Fabien Chaput (2023) Agathe Chapat, Carla Fournier-Herasme et Amin El Mansar (2024)                                                                  | 2010     |
| Prix DJCE des meilleurs futurs avocats                                            | CMS Francis Lefebvre Avocats | Droit des affaires Droit fiscal | Résolution de cas pratiques par équipes                                                                  | Étudiants en DJCE                                                              | 2 000 euros par lauréats                                                                   | Gwenaëlle Lassalle, Marie-Laure Navarro et Camille Prévot (2011) Pierrine Bresch-Pietri, Boris Jegu, Nina Martins et Loïc Toilier (2012) Domitille Birot, Guillaume Nativel, Alexane Perillat, Jean-Baptiste de Varax (2013) Simon Dereix, Claire Feat et Erdogan Kurban (2014) Charlotte Bittermann, Hugues Colombani et Claire Sardet (2015) Bastien Celié, Nathan Kegler et Marie Saunier (2016) Marlène Béduchaud, Brice Trévisan et Louis-Marie Trocheris (2017) Emma Bernard, Anais Caspar et Pierre Michels (2018) Constance Caillé, Tiffany Rose et Harsanth Shagar Sundara (2019) Maud Lefèvre, Shanon Minguez, Gaspard Loubaton (2021) Régis de Varax, Wylson BORNE, Manon Korette (2022) Anna Savary, Nathan Ollive, Elise Walter (2023) Agathe Chapat, Carla Fournier-Herasme , Amin El Mansar (2024) Marguerite Dupuis ,Julie Talarmain, Julien Gondanos (2025) | 2011     |
| Prix Guy Carcassonne                                                              | Club des juristes Avec le Conseil constitutionnel, Le Monde et la revue Pouvoirs | Droit constitutionnel           | Article inédit sur les enjeux d'une question constitutionnelle liée à l’actualité française ou étrangère | Ouvert à tous (Étudiants jusqu'en 2017)                                        | 1 500 euros et ouvrages de droit Publication dans Le Monde et le site de la revue Pouvoirs | Coralie Richaud (2014) Pierre Auriel (2015) Jérémy Kalfon et Cédric Martins (2016) Clémence Vialatte et Cécile Lefrançois (2017) Farid Belacel (2018) Hassani Mohamed Rafsandjani (2019)Victor-William MARTIGNAC (2021) Caroline Montiel et Hugo Le Neveu-Dejault (2023) Thibault Herrmann (2024) Samir Zimé Yérima (2025) | 2014     |
| Prix du meilleur Etudiant Juriste Immobilier                                      | CMS Francis Lefebvre Avocats, Juridim, Michelez notaires | Droit immobilier                | Epreuve écrite Exposé oral                                                                               | Etudiants en Master 2 Droit immobilier et Droit notarial                       | 4 000 euros (1er) 2 000 euros (2e) 1 000 euros (3e)                                        | Etienne Duteil, Michel Frey, Jules Geoffroy (2020) Paul Mazet, Lena Bodin, Yoan Perez (2021) Noémie Zuel-Bungaroo, Clémence Normand, Alizée Manière (2022) Léopold Clinckx, Alice Malet, Morgan Dafflon (2023) Alexandre Petit de Meurville, Jérémi Menozzi, Tanya Briard (2024) | 2014     |

## Récompenses juridiques

### Prix récompensant des professionnels
| Prix                                                            | Organisateurs                                    | Domaine            | Objet                                                                         | Candidats éligibles                                       | Récompenses               | Lauréats | Création |
| --------------------------------------------------------------- | ------------------------------------------------ | ------------------ | ----------------------------------------------------------------------------- | --------------------------------------------------------- | ------------------------- | --- | -------- |
| Prix du Cercle                                                  | Cercle Montesquieu Avec le cabinet Ashurst       | Droit des affaires | Ouvrage juridique                                                             | Ouvert à tous                                             | –                         | Renaud Mortier (2011) Jacques Mestre et Jean-Christophe Roda (2012) Olympe Dexant-de Bailliencourt (2013) Jérôme Ortscheidt et Christophe Seraglini (2014) Stéphanie Balme (en), Li Bin, Antoine Garapon, Jean-Louis Langlois et Daniel Schimmel (2015) Jean-Philippe Robé (2016) Pascal Durand-Barthez (2017) Didier Martin et Sophie Schiller (2018) Isabelle Dussart et Julien Gasbaoui (2019) Dominique Legeais (2020) | 1997     |
| Prix du livre juridique                                         | Conseil Constitutionnel et Club des Juristes     | Généraliste        | Ouvrage juridique                                                             | Ouvert à tous                                             | –                         | Judith Rochfeld (2012) Nicolas Petit (2013) Yann Aguila et Bernard Stirn (2014) Mathias Audit, Sylvain Bollée et Pierre Callé (2015) Martin Collet et Christophe Lazaro (2016) Bertrand Ancel (2017) Christophe Jamin et Fabrice Melleray (2018) Olivier Beaud (2019)Guillaume Tusseau (2020-2021) Anne-Marie Leroyer (2022-2023) Suzanne Lequette (2024)                                                                  | 2009     |
| Prix Olivier Debouzy                                            | Club des juristes Avec le cabinet August Debouzy | Généraliste        | Production écrite ou audiovisuelle juridique décalée, originale ou subversive | Ouvert à tous                                             | Œuvre d'art contemporaine | Emmanuel Jeuland (2011) Jean-Baptiste Jeangène Vilmer (2012) Christophe Jamin (2013) Antoine Garapon et Pierre Servan-Schreiber (2014) Fabrice Defferrard (2015) Jérôme Michel (2016) Armelle Le Bras-Chopard (2017) Olivia Dufour (2018) Yves Poullet (2019) | 2011     |
| Prix de Droit de la Fondation Droit animal, Ethique et Sciences | Fondation Droit animal, Ethique et Sciences      | Droit animal       | Activités œuvrant pour la promotion des droits des animaux                    | Chercheurs ou enseignants en droit et praticiens du droit | 3 000 euros               | Aloïse Quesne (2014) Lucille Boisseau-Sowinski (2016) Alice Di Concetto (2018) | 2013     |

### Prix récompensant des étudiants
| Prix                                         | Organisateurs                                                                         | Domaine                             | Objet                                                     | Candidats éligibles                                                                                                   | Récompenses | Lauréats | Création |
| -------------------------------------------- | ------------------------------------------------------------------------------------- | ----------------------------------- | --------------------------------------------------------- | --- | ----------- | --- | -------- |
| Prix du Meilleur Étudiant Juriste d’Affaires | Freshfields Bruckhaus Deringer (Avec Les Échos jusqu'en 2015)                         | Droit des affaires                  | Meilleur parcours et profil                               | Étudiants en Master 2 et Élèves-avocats ayant également étudié dans une université étrangère ou une école de commerce | 6 000 euros | Gonzague d’Aubigny (2014) Carl Lhomond (2015) Gonzague d'Aubigny (2016) Adhémar Autrand (2017) Delphine de la Ville Montbazon (2018) Aymeric Derrien-Akagawa (2019) Julien Gondanos (2025) | 1989     |
| Prix AFJE                                    | Association Française des Juristes d'Entreprise                                       | Droit des affaires                  | Meilleur profil pour une direction juridique d'entreprise | Étudiants en DJCE | 1 000 euros | Luca Bodi (2014) Geoffroy Piquard (2015) Julie Serrier (2016) Manon RIbet (2017) Maxime Vinet (2018) Alexandre Kong (2019) Méline Morandat (2020)                                          | 2007     |
| Prix juridique Média et Internet             | Association Française des Juristes d'Entreprise Avec Disney, TF1, Microsoft et Orange | Droit des médias Droit du numérique | Mémoire de Master                                         | Étudiants en Master 2                                                                                                 | –           | Nicolas Rzeznik (2014) Claire Coroller (2015) Paul Perrin (2016) Alix Jouslin de Noray (2017) Azéline Boucher et Léa Chevalier (2018)                                                      | 2014     |

### Prix de thèse
| Prix                                     | Organisateurs           | Domaine               | Récompenses             | Lauréats | Création |
| ---------------------------------------- | ----------------------- | --------------------- | ----------------------- | --- | -------- |
| Prix de thèse du Conseil constitutionnel | Conseil constitutionnel | Droit constitutionnel | Publication de la thèse | Marc-Antoine Granger (2011) Karine Roudier (2012) François-Xavier Millet (2013) Pauline Gervier (2014) Jean-Baptiste Duclercq (2015) Sylvie Salles (2016) Samy Benzina (2017) Marie-Odile Peyroux-Sissoko (2018) Théo Ducharme (2019) | 1997     |
| Prix de thèse du Défenseur des droits    | Défenseur des droits    | Droits de l'homme     | 10 000 euros            | Lola Isidro (2016) Cédric Roulhac et Arthur Vuattoux (2017) Emmanuel Beaubatie et Sabrina Delattre (2018) Noémie Paté et Anne-Sophie Ranaivo (2019) Clara Deville (2020)                                                              | 2015     |